# Кечушево
Кечуше́во (рос. Кечушево, ерз. Кеченьбуе) — село у складі Ардатовського району Мордовії, Росія. Адміністративний центр Кечушевського сільського поселення.

## Населення
Населення — 566 осіб (2010; 704 у 2002).
Національний склад (станом на 2002 рік):
- ерзяни — 95 %